# Kit Connor
Kit Sebastian Connor (Londra, 8 marzo 2004) è un attore britannico.
È noto soprattutto per aver interpretato Elton John da giovane nel film Rocketman (2019) e Nick Nelson nella serie televisiva Heartstopper, tratta dai fumetti di Alice Oseman.

## Biografia
Nato a Purley, ha frequentato la Hayes Primary School a Kenley e successivamente la Whitgift School a South Croydon, dove ha completato i suoi studi di teatro, letteratura inglese e storia. Connor è il figlio di due dirigenti pubblicitari ed è il più piccolo di tre fratelli. Sono stati i suoi genitori a spingerlo verso la recitazione, iscrivendolo a una scuola di arti e dello spettacolo perché pensavano fosse troppo timido. Gira un primo spot pubblicitario per la Xbox e successivamente firma un contratto per un primo film (S.O.S. Natale) all'età di nove anni.
Nel 2018 partecipa al film Il club del libro e della torta di bucce di patata di Guernsey, dove recita accanto a diversi attori della serie Downton Abbey, tra cui Lily James, Jessica Brown Findlay e Penelope Wilton. Dopo una serie di altri piccoli ruoli cinematografici, ottiene il suo primo ruolo di rilievo, quello di un giovane Elton John nel film Rocketman (2019), in cui recita accanto a Taron Egerton e Richard Madden.
Nel 2022 raggiunge il successo grazie alla parte di Nick Nelson nella serie televisiva di Netflix Heartstopper per la quale riceve diversi premi e nomination come attore protagonista. Nel 2024 esordisce a Broadway interpretando Romeo in Romeo e Giulietta accanto a Rachel Zegler.

## Vita privata
Il 1º novembre 2022 ha dichiarato di essere bisessuale sul proprio account Twitter. Connor, che aveva preferito non dare un'etichetta alla propria sessualità, aveva iniziato a ricevere accuse di queerbaiting da parte di diversi utenti. Nel tweet tramite il quale ha fatto coming out, ha comunque criticato quanti lo hanno forzato a rivelare il proprio orientamento sessuale. Molti fan hanno dimostrato il proprio supporto all'attore, oltre agli amici e a personaggi pubblici come Alice Oseman, Joe Locke, Sebastian Croft, Olivia Colman, Jade Thirlwall, Tobie Donovan, Kizzy Edgell e il giornalista Mark Harris.

## Filmografia

### Attore

#### Cinema
- S.O.S. Natale (Get Santa), regia di Christopher Smith (2014)
- Mr. Holmes - Il mistero del caso irrisolto (Mr. Holmes), regia di Bill Condon (2015)
- Il mistero di Donald C. (The Mercy), regia di James Marsh (2018)
- Ready Player One, regia di Steven Spielberg (2018)
- Il club del libro e della torta di bucce di patata di Guernsey (The Guernsey Literary and Potato Peel Pie Society), regia di Mike Newell (2018)
- Slaughterhouse spacca (Slaughterhouse Rulez), regia di Crispian Mills (2018)
- Rocketman, regia di Dexter Fletcher (2019)
- Little Joe, regia di Jessica Hausner (2019)
- One of us, regia di Stefan van de Graaf (2023)
- Recipe for Love, regia di Katherine Fairfax Wright (2024)
- Warfare - Tempo di guerra (Warfare), regia di Alex Garland e Ray Mendoza (2025)

#### Televisione
- Chickens – serie TV, 1 episodio (2015)
- Un'avventura nello spazio e nel tempo (An Adventure in Space and Time) – film TV (2015)
- Casualty – serie TV, episodio 28x18 (2013)
- Rocket's Island – serie TV, 18 episodi (2014-2015)
- The Frankenstein Chronicles – serie TV, episodio 1x01 (2015)
- Guerra e pace (War & Peace) – miniserie TV, 3 episodi (2016)
- Grantchester – serie TV, episodio 2x05 (2016)
- SS-GB – miniserie TV, 3 episodi (2017)
- La grande fuga del nonno (Grandpa's Great Escape) – film TV (2018)
- Heartstopper – serie TV, 24 episodi (2022-2024)

### Doppiatore
- His Dark Materials - Queste oscure materie (His Dark Materials) – serie TV, 22 episodi (2019-2022)
- A Plague Tale: Requiem – videogioco (2022)
- Il robot selvaggio (The Wild Robot) – film d’animazione (2024)

## Teatro
- Welcome Home, Captain Fox!, da Jean Anouilh, regia di Blanche McIntyre. Donmar Warehouse di Londra (2016)
- Fanny & Alexander, da Ingmar Bergman, regia di Max Webster. Old Vic di Londra (2018).
- Romeo + Juliet di William Shakespeare, regia di Sam Gold. Circle in the Square Theatre di Broadway (2024)

## Riconoscimenti
- Children's and Family Emmy Awards
  - 2022 - Migliore attore protagonista in un programma prescolare, per bambini o per ragazzi per Heartstopper
- Royal Television Society Programme Awards 
  - 2023 - Migliore attore protagonista in una serie tv per Heartstopper

## Doppiatori italiani
Nelle versioni in italiano nelle opere in cui ha recitato, Kit Connor è stato doppiato da:
- Lorenzo D'Agata in Il club del libro e della torta di bucce di patata di Guernsey
- Giulio Bartolomei in Il mistero di Donald C.
- Luca Tesei in Rocketman
- Emanuele Serofilli in Little Joe
- Matteo Garofalo in Heartstopper

Da doppiatore è sostituito da:
- Riccardo Suarez in His Dark Materials - Queste oscure materie
- Nicolò Bertonelli ne Il robot selvaggio